# Ficus duckeana
Ficus duckeana är en mullbärsväxtart som beskrevs av C.C.Berg och J.E.L.Ribeiro. Ficus duckeana ingår i släktet fikonsläktet, och familjen mullbärsväxter. Inga underarter finns listade i Catalogue of Life.